# Бендер-Ензалі
Бендер-Ензалі (перською:بندر انزلی), місто в іранській провінції Ґілян. До Іранської революції відоме як Бендер-Пахлаві. Порт на березі затоки Каспійського моря при усті річки Сефід. Населення — 150 тис. мешканців (2005).
1 квітня 1942 року сюди була перекинута польська армія Андерса, сформована у Радянському Союзі з полонених польських громадян, для злуки з британськими військами на Близькому Сході.
Порт, туристичний центр.

## Відомі люди
- Симон Айвазіан — іранський художник, фотограф, музика.
- Шагін Наджафі — іранський музикант і співак.
- Хосейн-Джафарі Гульшані (* 1936) — український художник.

| Іран | Це незавершена стаття з географії Ірану. Ви можете допомогти проєкту, виправивши або дописавши її. |

1. ↑  перська Вікіпедія — 2003.
2. ↑  جمعیت به تفکیک تقسیمات کشوری
3. ↑  GeoNames — 2005.